# Dumitru-Mircea Buda
Dumitru-Mircea Buda (n. 6 ianuarie 1982, Tîrgu-Mureș - d. 21 august 2024, Târgu-Mureș) a fost un poet și critic literar român contemporan. Lector universitar la Universitatea Petru Maior din Târgu Mureș, Catedra de Filologie.

## Biografie
Este fiul Georgetei și al lui Mircea Buda, profesori de muzică. 
După încheierea studiilor gimnaziale la Liceul de Artă din Tîrgu-Mureș (secția pian), urmează cursurile Colegiului Național "Al. Papiu Ilarian" din aceeași localitate, liceu absolvit în anul 2000. În același an devine student al Facultății de Științe și Litere din cadrul Universității Petru Maior din Tîrgu-Mureș, secția Română-Engleză, încheind studiile cu o lucrare de licență despre poezia lui Mircea Cărtărescu. Un an mai târziu finalizează și studiile de masterat în domeniul Istoria literaturii și sistemul criticii literare, în cadrul Universității Petru Maior, cu o teză de disertație dedicată primului val de prozatori din generația 2000. Din 2007 până în 2010 este doctorand în cadrul Școlii Doctorale de Studii Literare din Universitatea târgumureșeană, cu o teză condusă de Iulian Boldea intitulată "Protest și literatură în opera Monicăi Lovinescu și a lui Virgil Ierunca" și susținută public în iunie 2010. 
Începând cu anul 2001, colaborează la revista "Vatra", unde publică cronici și studii literare, poeme și interviuri. De asemenea, semnează articole și poeme în mai multe reviste literare din țară și străinătate(„Luceafărul”, „Familia”, „Poesis”, „Discobolul”, „Transilvania”, „Bucovina Literară”, „Convorbiri literare”, „Tribuna”, „Limba română” – Republica Moldova etc. ), precum și în spațiul unor reviste și portaluri culturale on-line (Cultura.inmures.ro, Inmures.ro). 
Din 2004, predă la Universitatea Petru Maior, catedra de filologie, fiind pe rând cadru asociat (2004-2005), preparator (2005-2007) și asistent (2007-prezent). Printre seminarele pe care le coordonează se numără „Literatura română veche și premodernă” sau „Literatură română interbelică și contemporană”. Începând cu anul universitar 2010-2011 este titularul a două cursuri la nivelul studiilor de licență ale studenților filologi din Universitatea Petru Maior: „Literatură comparată (modernitate, postmodernitate, avangardă)” și „Curs special Lucian Blaga”. De asemenea, coordonează activitatea unui Cerc științific de Literatură română rezervat studenților. În paralel, ocupă funcția de Consilier editorial al Editurii Universității Petru Maior.
Începând din 2007, este membru al echipei proiectului Dicționar de critică și teorie literară, grant CNCSIS coordonat, începând din 2007, de prof. univ. dr. Iulian Boldea. În cadrul proiectului, e autorul a peste  80 de articole referitoare la critici literari contemporani și concepte critice, publicate în volumul omonim . E membru al unui centru de cercetare acreditat CNCSIS la Universitatea Petru Maior: Modernitate și postmodernitate în literatura română a secolului XX. A făcut parte din colectivele de organizare a trei ediții succesive ale Conferinței Internaționale European Integration between Tradition and Modernity. 
Este și autorul câtorva prefețe și postfețe la cărți de poezie. A semnat, sporadic, și traduceri de volume în limba engleză. E redactor al revistelor "LitArt" și "Târnava" din Tg. Mureș și senior-editor la portalul Inmures.ro, unde e titularul unor rubrici de cronică literară și opinie.

## Volume publicate
- În luciul amforei (poeme), Editura Brăduț, 2000
- metamorfik@ (poeme), Editura Ardealul, 2004
- Realitatea virtuală a poeziei. Eseu despre Levantul lui Mircea Cărtărescu, Editura Ardealul, 2005
- Iulian Boldea, Cornel Moraru, Al. Cistelecan,  Dicționar de critică și teorie literară, Editura Universității Petru Maior, 2009 (ediția a II-a, Editura Ardealul, 2010) – co-autor
- Războinici invizibili. Protest și literatură în opera Monicăi Lovinescu și a lui Virgil Ierunca, Editura Universității Petru Maior, 2010

## Premii și distincții
- Marele Premiu “Serafim Duicu” și al D.J.C.C.P.C.N. Mureș la Concursul “Serafim Duicu” (2001)
- Premiul I la Concursul Internațional de poezie și eseu “Veronica Micle” (Iași, 2001)
- Premiul I și al Revistei „Transilvania” la Concursul Național de Poezie „Aron Cotruș” (Mediaș, 2001)
- Premiul Casei Memoriale „Lucian Blaga” la Concursul de Poezie „Lucian Blaga” (Sebeș Alba, 2002)
- Premiul Casei Memoriale „Lucian Blaga” la Concursul de Poezie „Lucian Blaga” (Sebeș Alba, 2002)
- Premiul pentru critică literară al Revistei Târnava la Festivalul Lucian Blaga (Tg. Mureș, 2006)